# Kanton Crozon
Crozon is een kanton van het Franse departement Finistère. Het kanton maakt deel uit van de arrondissementen  Châteaulin en Quimper.

## Gemeenten
Het kanton omvatte tot 2014 de volgende 7  gemeenten:
- Argol
- Camaret-sur-Mer
- Crozon (hoofdplaats)
- Landévennec
- Lanvéoc
- Roscanvel
- Telgruc-sur-Mer

Bij de herindeling van de kantons door het decreet van 13 februari 2014, met uitwerking op 22 maart 2015, werden daar volgende 11 gemeenten aan toegevoegd:
- Cast
- Châteaulin
- Dinéault
- Ploéven
- Plomodiern
- Plonévez-Porzay
- Port-Launay
- Quéménéven
- Saint-Coulitz
- Saint-Nic
- Trégarvan